# Мавзолей Мир-Сеид Бахрам
Мавзолей Мир-Сеид Бахрам — древнейшее из сохранившихся монументальных зданий Средней Азии возведённый над могилой безвестного Мир-Сеид Бахрама; средневековый мавзолей находящийся в городе Кермине, в нижнем течении реки Зеравшан, на древней дороге между Самаркандом и Бухарой.
Плохо сохранившийся, покрытый слоями поздних штукатурок и застроенный с двух сторон, мавзолей был замечен только в 1942 году этнографом А. К. Писарчик, которая опубликовала его планы и фотографии. В 1947 году мавзолей исследовал архитектор В. С. Нильсен, опубликовавший его наиболее полное описание и реконструкцию. Позже мавзолей много раз упоминался в научной литературе в связи с проблемой его датировки, первоначального облика и генезиса.

## Архитектура
В 1947 году, после разрушения внутренней части мавзолея, исследователям удалось изучить архитектуру могилы. Согласно исследованиям, мавзолей почти квадратной формы с размерами 4,47x4,40 м. Стены выполнены из широких кирпичей размером 21x21x2,5 см, облицованных тонким слоем известняковой штукатурки .
Мавзолей, соответствующий эпохе Саманидов, был построен в особом стиле, где использовались отделанные каменные блоки. Вход в мавзолей разделен на три части, верхняя часть украшена куполом. Купол и две башни выполнены в традиционном стиле. На углах мавзолея расположены двух- и трехэтажные восьмиугольные и четырехугольные "худжры". Над дверным косяком записана дата постройки, имя архитектора и подпись каллиграфа; надписи на куполе не сохранились. Архитектурный стиль мавзолея украшен резными панелями на стенах. Купол мавзолея покрыт цветными плитками, а место захоронения отмечено камнем. Мавзолей несколько раз реставрировался (в 1960—70-е годы), при этом изменялся его первоначальный облик. Структура мавзолея характеризуется точной пропорцией мемориальных частей и изысканностью их узоров .
Входная часть (южная стена) мавзолея Мир Саида Бахрома украшена восемью рядами выступающих блоков известняка размером 21x21x2,5 см. Эти блоки уложены в порядке, напоминающем шахматную доску, и указывают на нависающие башни и углы. Такой стиль укладки блоков характерен для архитектуры мавзолеев эпохи Саманидов. Тот же стиль обнаруживается и на обратной стороне входа. Однако здесь он менее крупный и более изысканный, с шириной 10,5 см. Эти блоки выполнены из полированного известняка. Среди орнаментов шахматного вида выделяются широкие, рельефные, переплетенные меандры и квадраты .
Ширина выступающей части входа составляет 2,13 м. Внутри хошийи, для поддержания блоков, используется узор в стиле куфи. Надписи не сохранились полностью, а среди сохранившихся фрагментов можно выделить фразы "Милосердный и милостивый [с именем] Аллаха..." и "Величие". Верхняя часть входа украшена выступающими блоками известняка (ganchxok), размером 26,5×26,5×5 см. Мавзолей несколько раз реставрировался, в том числе в 1960—70-х годах, и терял свою первоначальную форму. Он отличается точным соотношением мемориальных частей и изысканностью их узоров .

## Археологические исследования
В первой половине XX века, когда советские археологи начали исследования исторических памятников, фасад мавзолея Мир Саида Бахрома был значительно поврежден, частично затоплен, и одна из сторон была обнесена пристройками, примыкающими к мечети, видимыми только со стороны севера и запада. Из-за этого многие исследователи считали мавзолей современным строением и не обращали на него внимания . В 1934 году участники Зарафшанской археологической экспедиции провели работы по изучению мавзолея Мир Саида Бахрома, но его значение было недооценено, и он был внесен в список исторических памятников лишь в последующие периоды. Член экспедиции Василий Шишкин в свое время создал схематический чертеж надгробных плит . В 1942 году археолог Антонина Писарчик, занимавшаяся изучением архитектурных памятников Кармана, обратила внимание на мавзолей Мир Саида Бахрома и опубликовала книгу с кратким описанием, двумя планами и несколькими изображениями. В 1947 году мавзолей был подробно исследован архитекторами и археологами, и лишние наслоения, как с внешней, так и внутренней стороны, были удалены .

## Ремонт и потери
Мавзолей Мир Саида Бахрома несколько раз подвергался реставрации, после чего его первоначальный облик был восстановлен. С западной стороны мавзолея располагался естественный холм. Холм был высоким и был назван местом захоронения Мир Саида Бахрома (в настоящее время здесь находится банкетный зал с именем "Baxt"). С восточной стороны мавзолея была построена мечеть Мир Саида Бахрома (в настоящее время это часть мемориального комплекса, свободное от захоронений). Холм, мавзолей и мечеть были разрушены в период советской власти и затем уничтожены. Вне мавзолея есть четыре больших (высотой 1 м и размером 50x50 см) и один маленький (высотой 50 см и размером 25x25 см) облицованных каменных столба, которые предположительно соответствуют столбам, установленным на мечети Мир Саида Бахрома . Мавзолей был подвергнут капитальной реставрации в 1976 году, в ходе которой прилегающие здания и кладбище были уничтожены. В период с 1985 по 1990 годы на южной и восточной сторонах мавзолея Мир Саида Бахрома (на месте разрушенной мечети) был построен мемориальный парк "Ёшлик". На территории парка были построены детский кинотеатр с 140 местами, музыкальная школа для детей, детская спортивная школа и детский дворец учащихся .

## Галерея

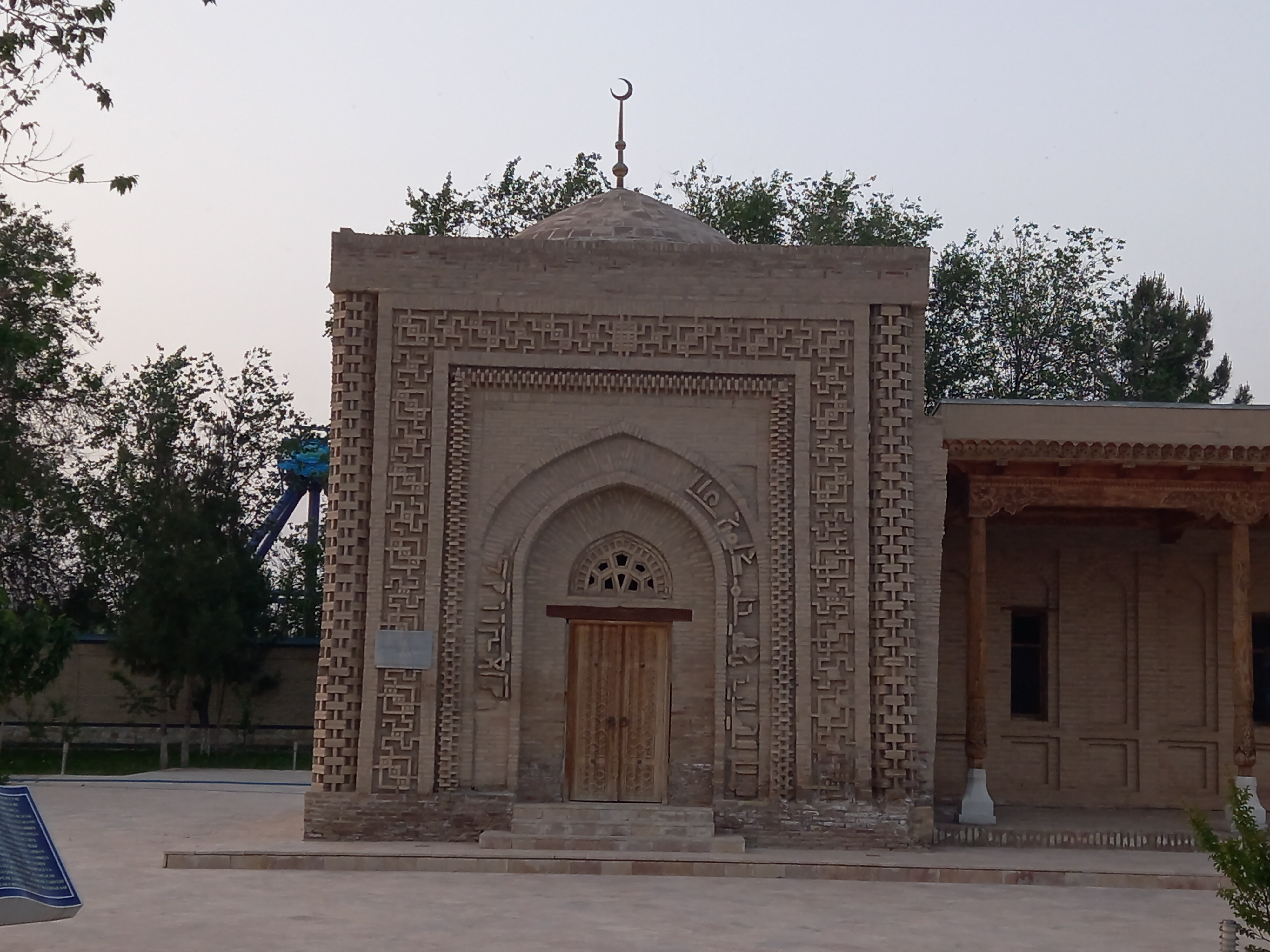
Мавзолей Мир Саида Бахрама
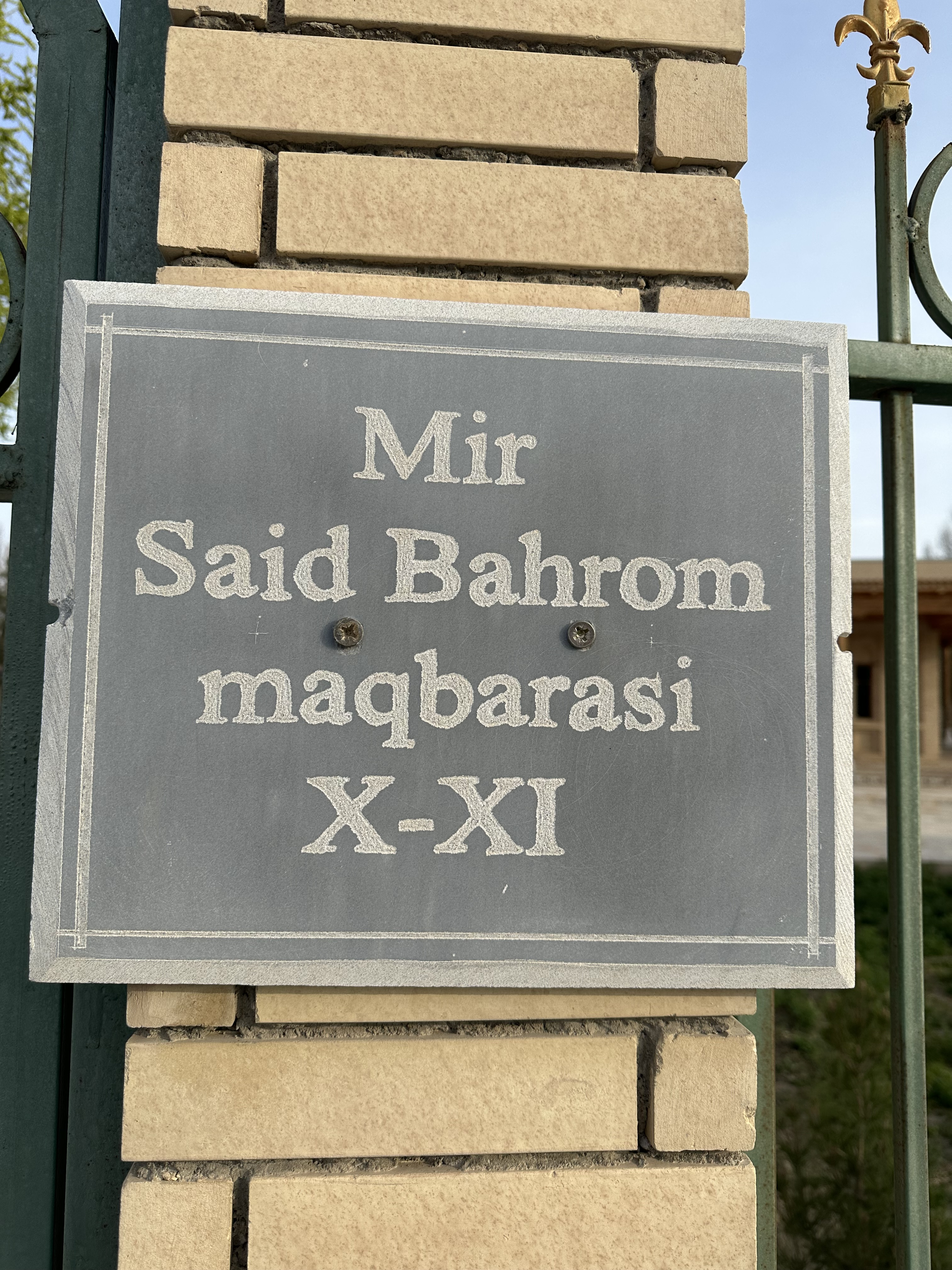
Мавзолей Мир Саида Бахрама
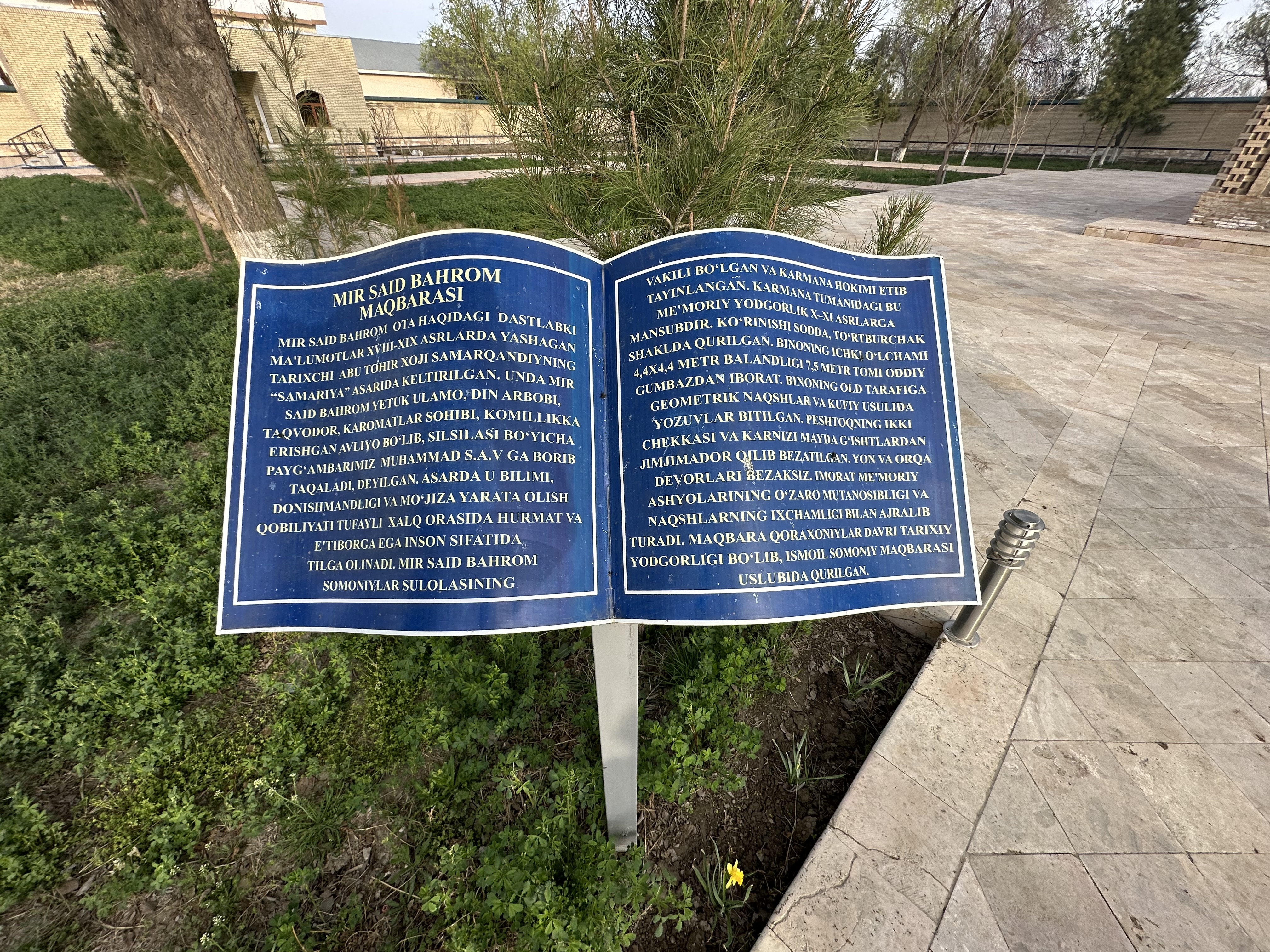
Мавзолей Мир Саида Бахрама
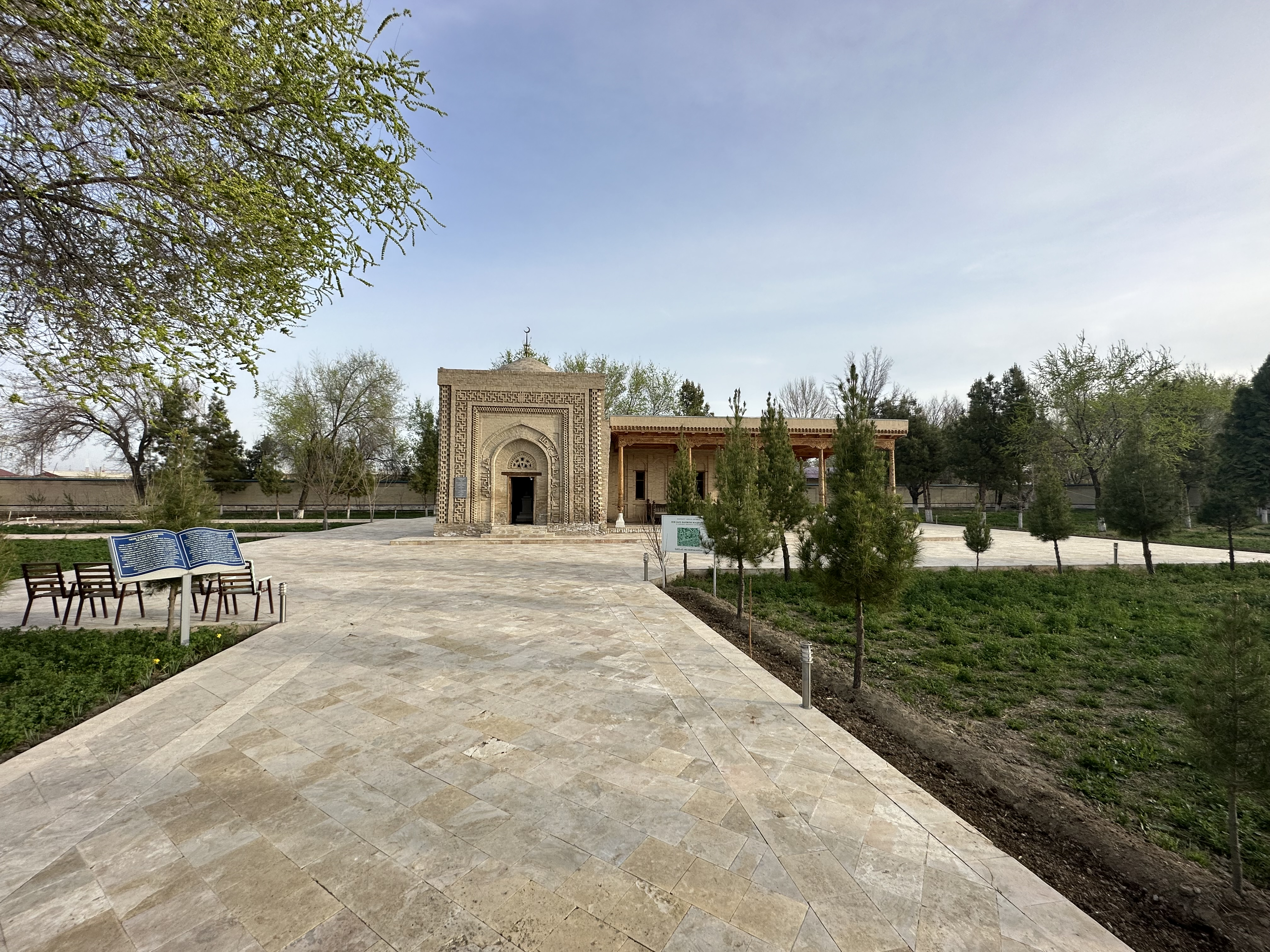
Мавзолей Мир Саида Бахрама
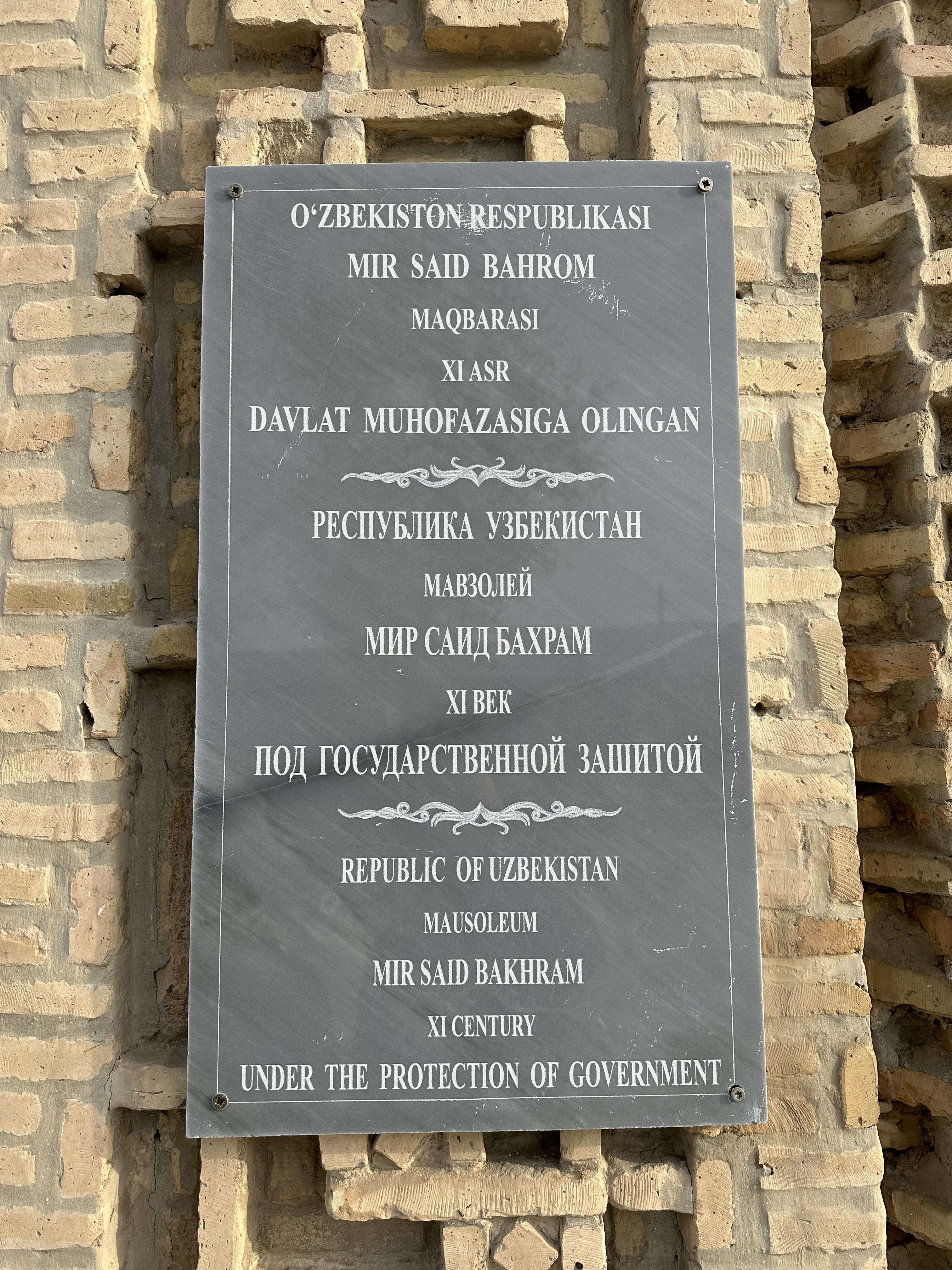
Мавзолей Мир Саида Бахрама
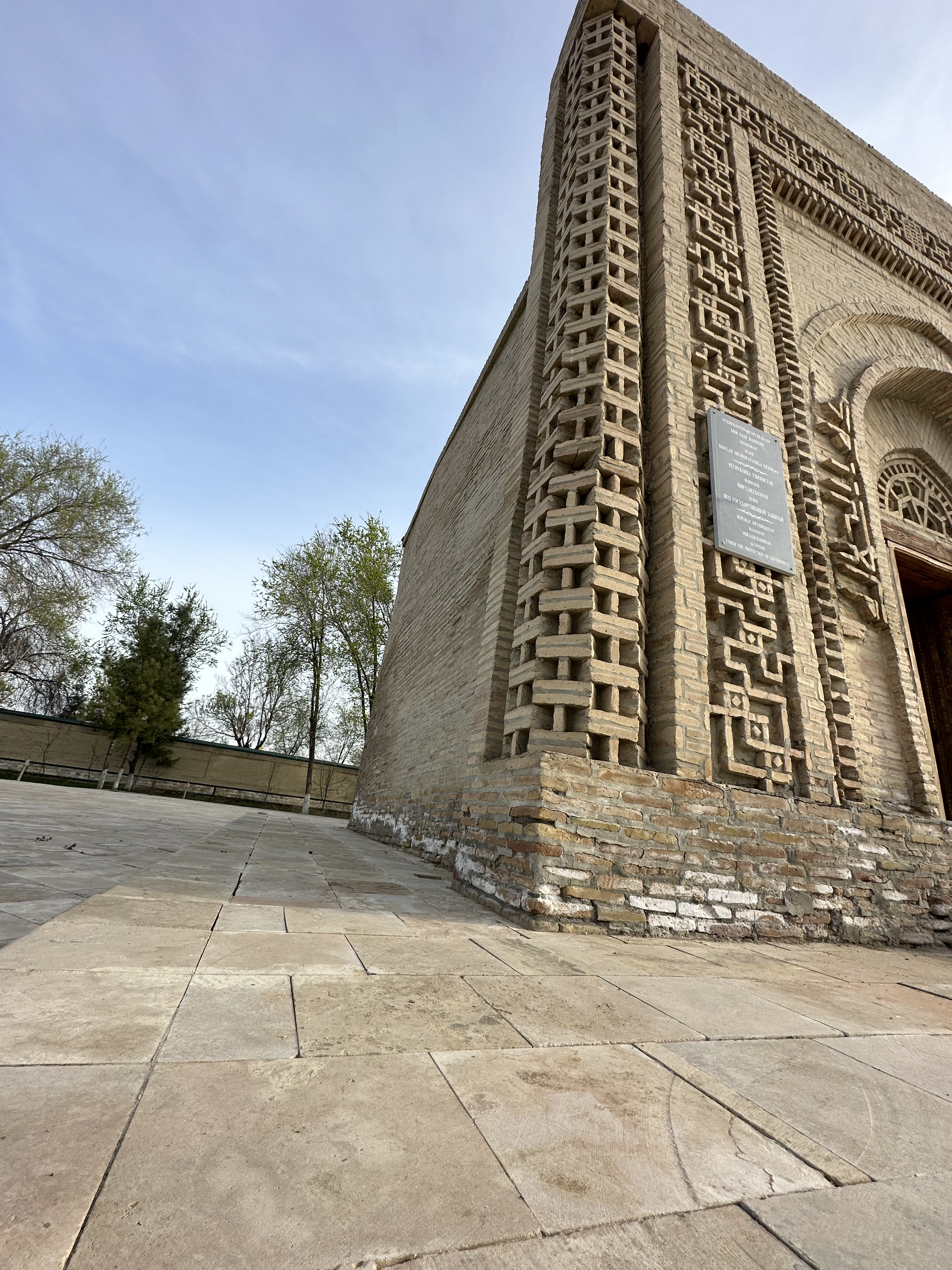
Мавзолей Мир Саида Бахрама
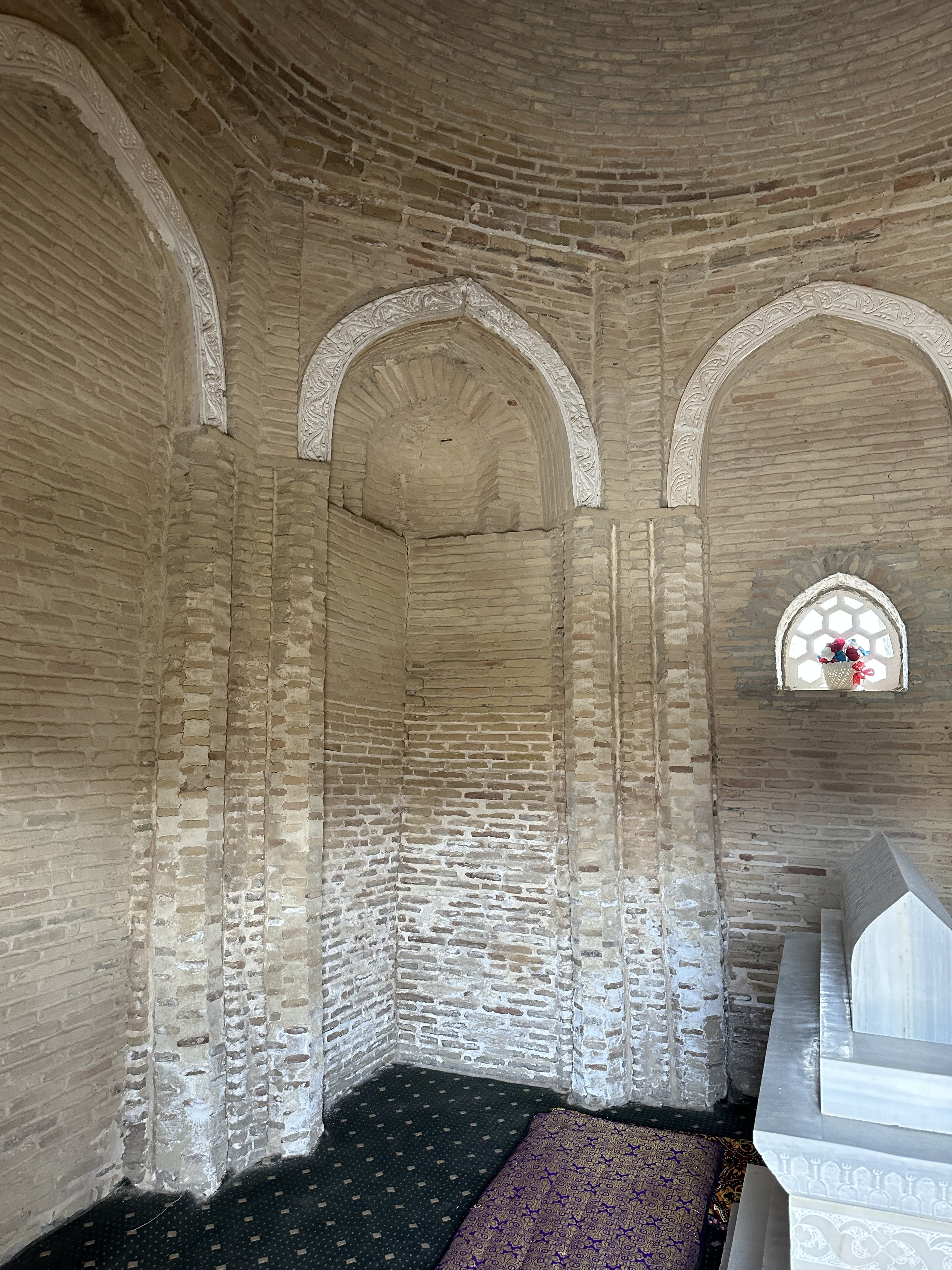
Мавзолей Мир Саида Бахрама
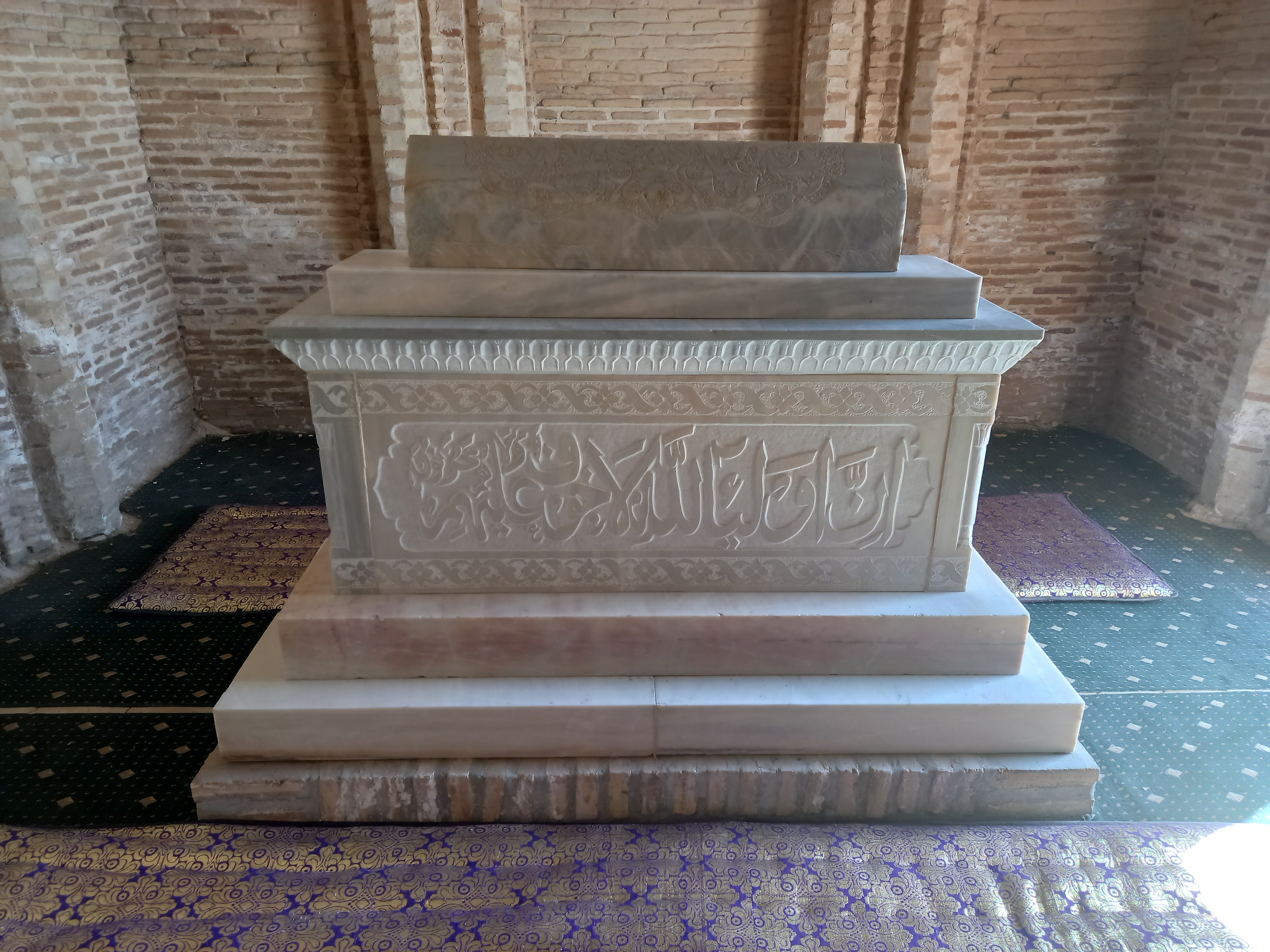
Могила Мир Саида Бахрама
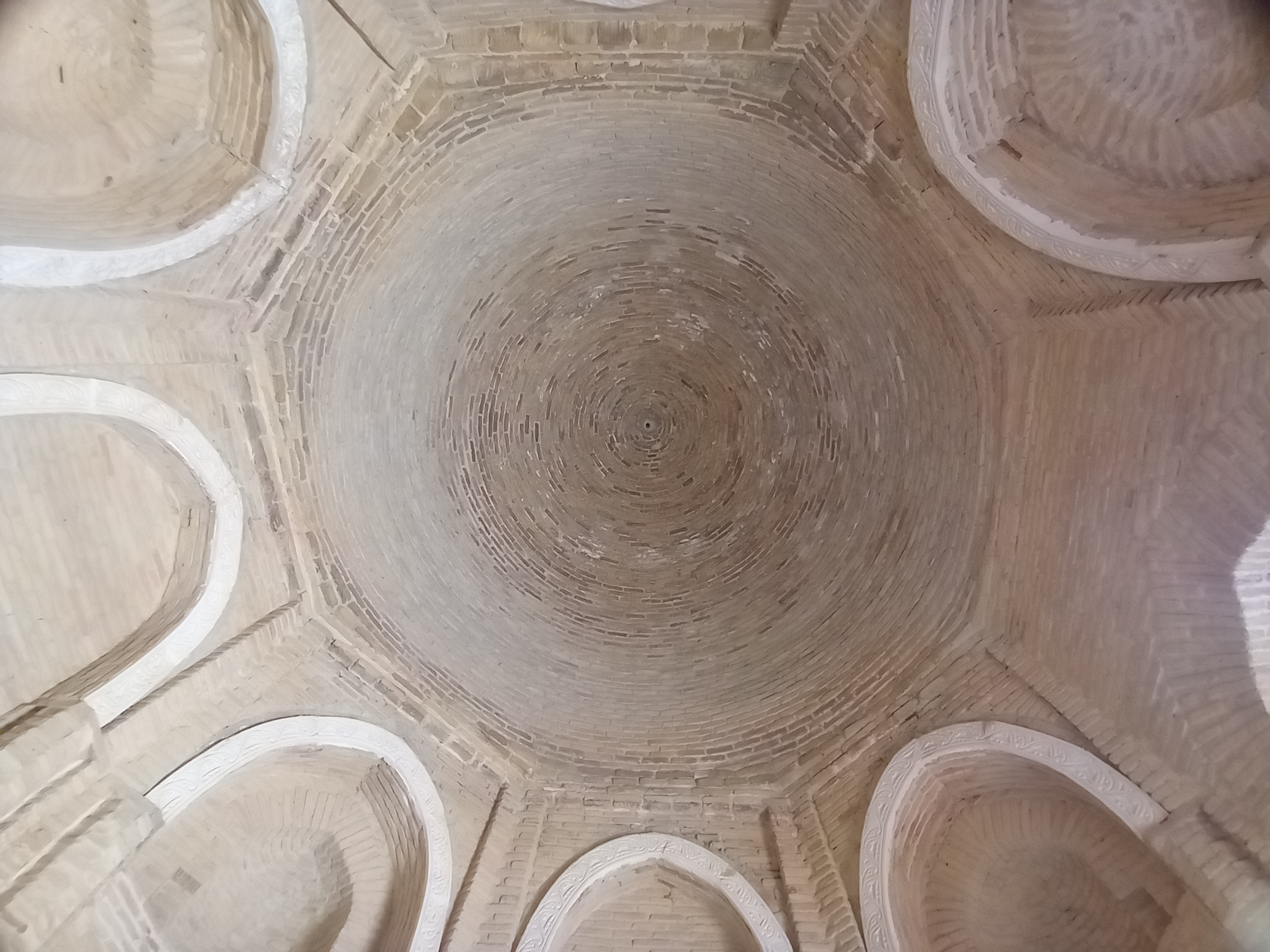
Мавзолей Мир Саида Бахрама
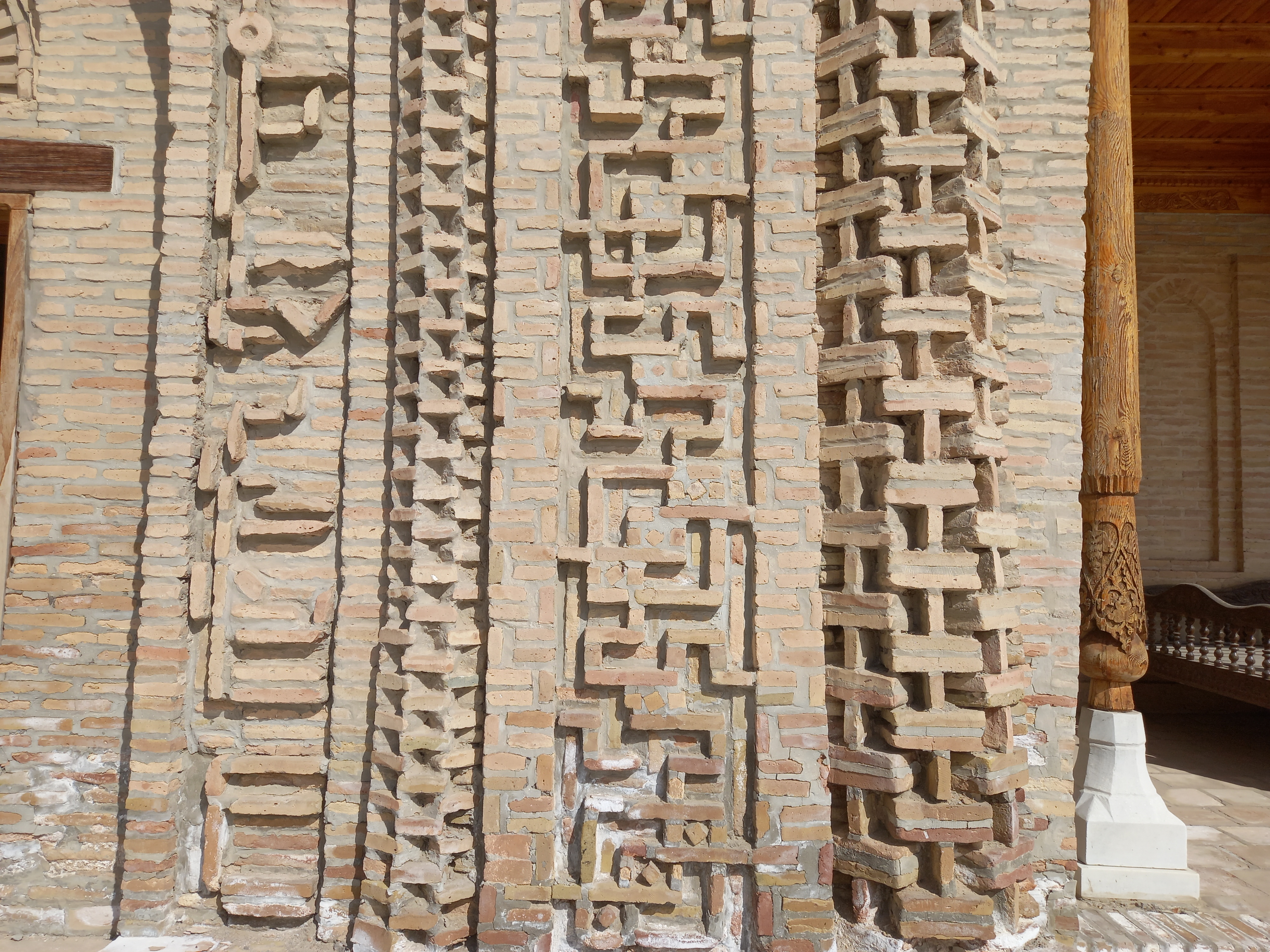
Мавзолей Мир Саида Бахрама
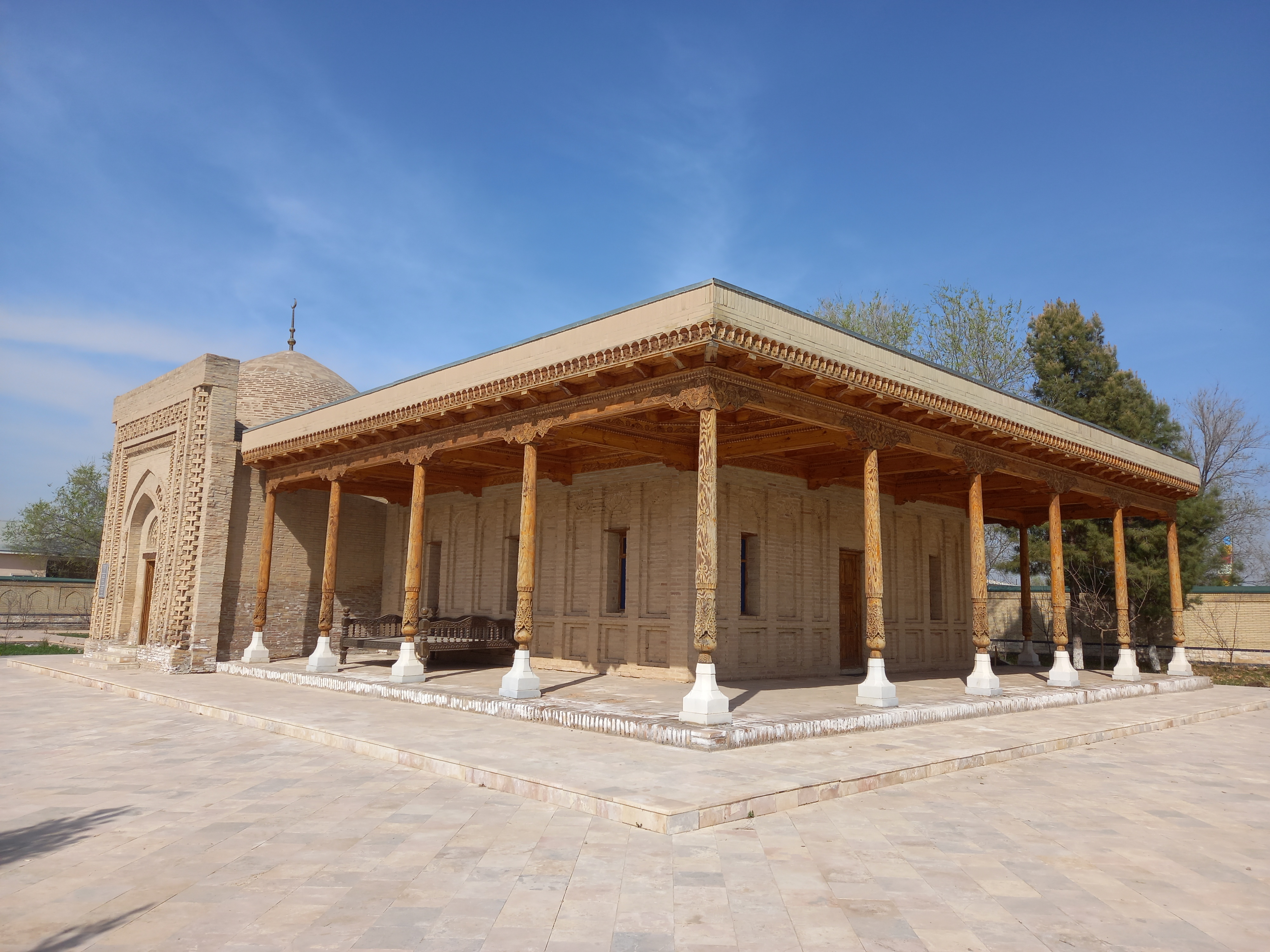
Мавзолей Мир Саида Бахрама
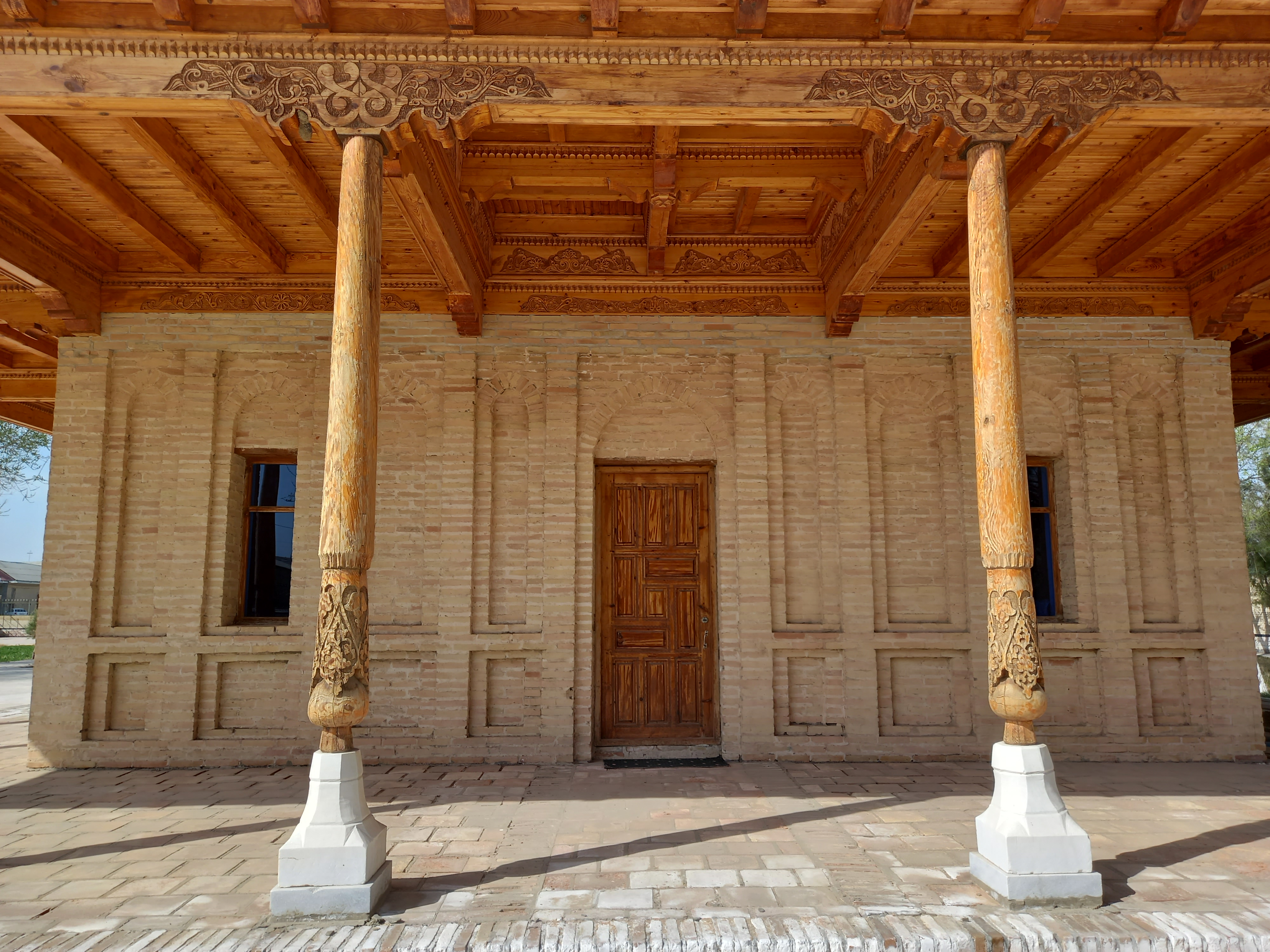
Мавзолей Мир Саида Бахрама
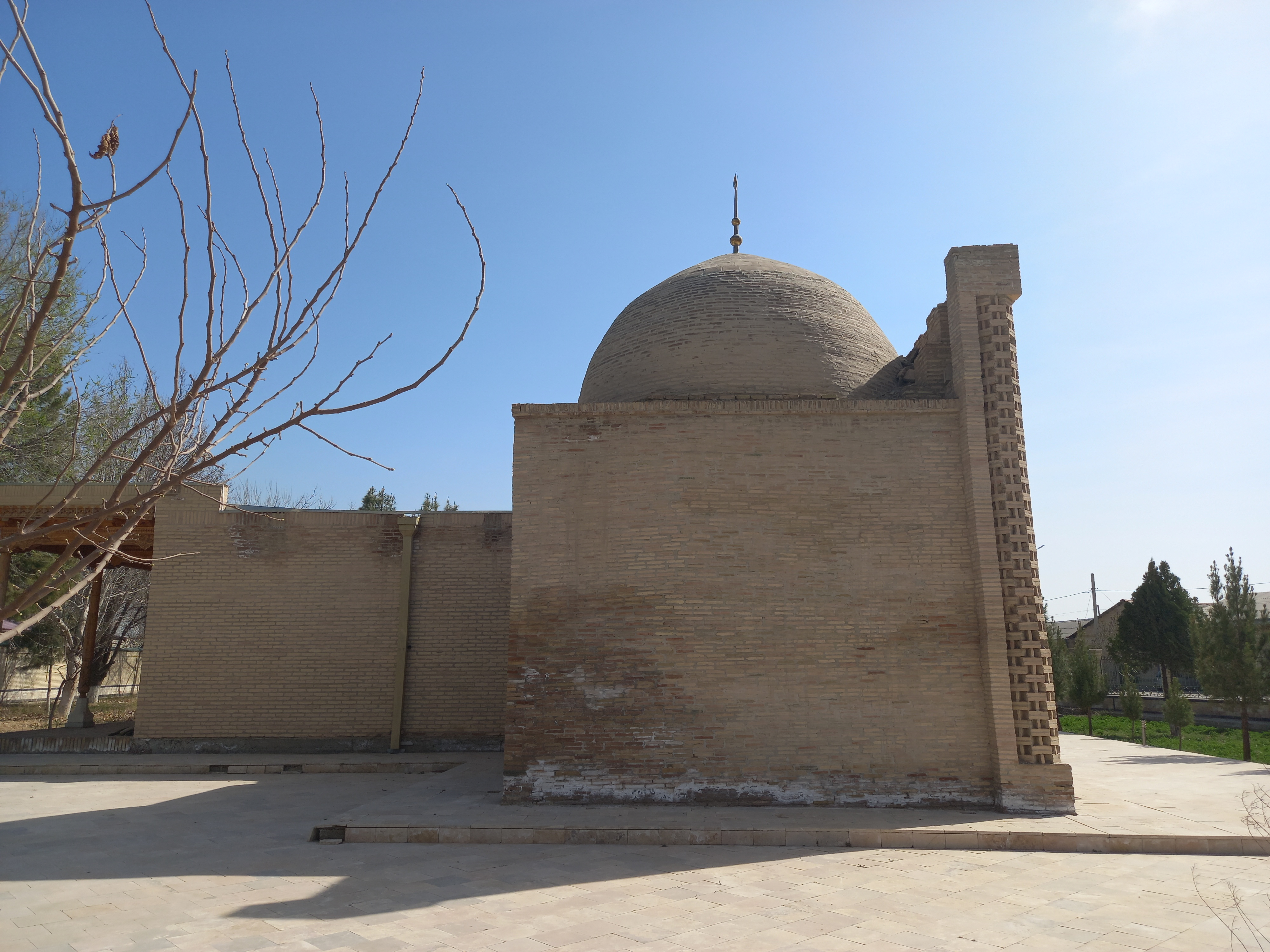
Мавзолей Мир Саида Бахрама